# Pyrinomonadaceae
Pyrinomonadaceae es una familia de bacterias gramnegativas del orden Blastocatellales. Fue descrita en el año 2016. Contiene un solo género, Pyrinomonas, con una sola especie: Pyrinomonas methylaliphatogenes  (descrita en el año 2014). Su etimología hace referencia a hábitat volcánico. El nombre de la especie hace referencia a producción de lípidos con metilo. Es aerobia e inmóvil. Tiene un tamaño de 0,3-0,6 μm de ancho por 1-4 μm de largo. Catalasa y oxidasa positivas. Termófila y acidófila moderada. Forma colonias circulares, convexas, de color blanquecino. Temperatura de crecimiento entre 50-69 °C, óptima de 65 °C. Es sensible a neomicina, kanamicina, cloranfenicol, polimixina, estreptomicina, tetraciclina, vancomicina, rifampicina, eritromicina y ampicilina. Resistente a trimetoprim. Tiene un genoma de 3,7 Mpb y un contenido de G+C de 59,6%. Se ha aislado de suelo caliente en fumarolas en la montaña Ngauruhoe, Nueva Zelanda. 